# Borsfa (növénynemzetség)
A borsfa (Schinus) a szappanfavirágúak (Sapindales) közé tartozó szömörcefélék (Anacardiaceae) családjának egy nemzetsége.

## Elterjedése
Dél-Amerikából származik, de az egyes fajokat fűszer-, illetve dísznövényként több, trópusi, illetve szubtrópusi éghajlatú vidéken is meghonosították, így például:
- Madeirán,
- a Hawaii-szigeteken,
- Réunion szigetén,
- Floridában,

a Mediterráneumban.

## Megjelenése, felépítése
Termései körülbelül 4 mm-es, gömbölyű, egymagvas, vékony csonthéjú bogyók. A bogyókban viszonylag sok a cukor (amitől édeskések) és 3-5% az illóolaj (amitől aromásak). Terpéntartalmuk miatt ízük a borókabogyóéra emlékeztet.

## Életmódja, élőhelye
Egyáltalán nem fagytűrő, már a 10 °C alatti hőmérsékletet is rosszul viseli.

## Felhasználása
Az érett bogyókat megszárítják és sólében áztatják. A piros borsfa (brazíliai borsfa) és a perui borsfa termése a rózsabors, amit elsősorban ételek díszítésére használnak: a szárított bogyókat összekeverik egyéb borsfajtákkal, és átlátszó borsőrlőben ékítik velük az asztalt. Fűszerként nem érdemes bors helyett használni, mivel azt nem pótolja, a rózsapiros szemek íze nagyon gyenge. Túlzott fogyasztásuk némelyeknek légzési nehézséget okozhat, illetve irritálhatja a nyálkahártyát. Nagyobb mennyiségben az emésztőrendszerben émelygéssel és hányással járó gyulladást okozhat.
A Chilében honos Schinus dependens és Schinus latifolius az arrafelé fölöttébb kedvelt chicha nevű ital alapanyaga.
Főképp a piros és a perui borsfát dísznövényként is gyakran ültetik.